# Otto Georg Oppenheim
Otto Georg Oppenheim (* 2. Mai 1817 in Königsberg i. Pr.; † 27. November 1909 in Berlin) war ein deutscher Jurist und Obertribunalrat.

## Leben

### Herkunft
Sein Vater war Martin Wilhelm Oppenheim (1781–1863), Teilhaber des Königsberger Bankhauses Oppenheim & Warschauer, welcher vom jüdischen zum christlichen Glauben übergetreten war. Seine Mutter war Rosa, geb. Alexander, nach welcher die Villa Rosa in Dresden benannt wurde.

### Werdegang
Otto Georg besuchte das Altstädtisches Gymnasium zu Königsberg, Pr., machte 1835 sein Abitur, studierte Rechtswissenschaft an den Friedrich-Wilhelms-Universitäten Bonn und Berlin und trat als 1838 als Auskultator in den preußischen Justizdienst ein. Er arbeitete als Richter an verschiedenen preußischen Gerichten und wurde schließlich im Jahr 1873 Obertribunalrat am Preußischen Obertribunal, dem in Berlin ansässigen höchsten Gericht Preußens. Politisch war er ein Liberaler und der Fortschrittspartei verbunden.
1843 heiratete er Margarethe (1823–1890), Tochter des Bankiers Alexander Mendelssohn, Teilhaber der Privatbank Mendelssohn & Co., und Urenkelin des Berliner Aufklärers Moses Mendelssohn. Die Familie Otto Georg Oppenheim wohnte in Berlin zunächst in der Behrenstraße 67, bevor Oppenheim während der Jahre 1863–1868 am Appellationsgericht Stettin arbeitete. Nach der Rückkehr nach Berlin wohnten die Oppenheims zunächst in der Leipziger Straße 9 und später für lange Jahre in der Alsenstraße 12, unweit des Reichstags.

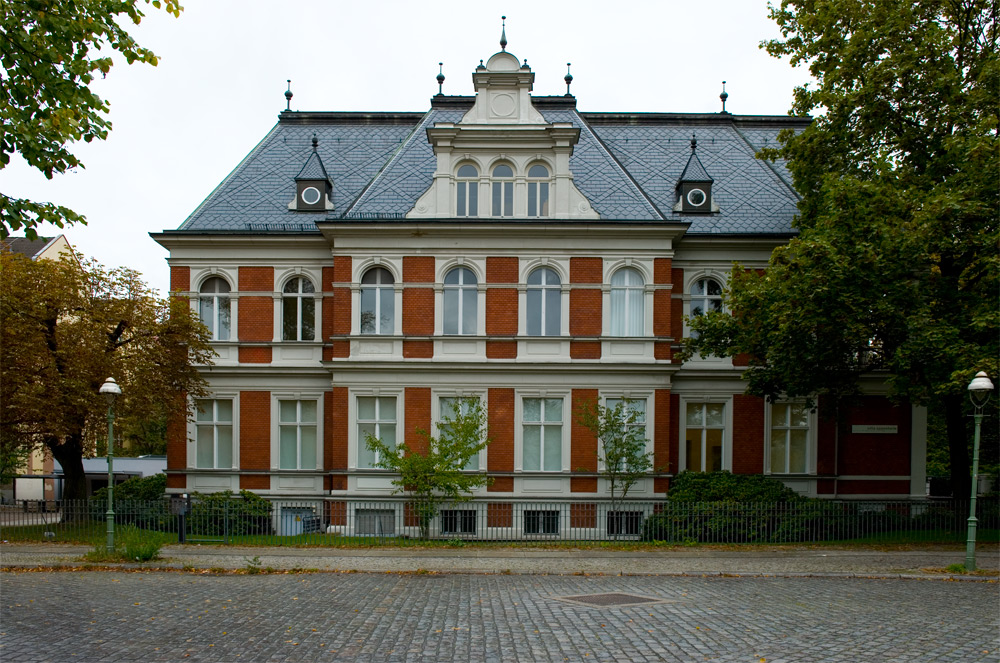
Villa Oppenheim

Der Schwiegervater Alexander Mendelssohn hatte 1845 das Grundstück in der ehemaligen Scharrenstraße 23–27, heute Schloßstraße 55, in Charlottenburg erworben und die dort vorhandenen bescheidenen Bauten zu seinem Sommersitz, der „Villa Sorgenfrei“, umgebaut. Nach dem Tod beider Eltern erbten im Jahr 1880 die zweitälteste Tochter Margarethe und ihr Mann Otto Georg Oppenheim, das Grundstück. 1881 ließen sie von dem Architekten Christian Heidecke die Mendelssohnsche „Villa Sorgenfrei“ durch einen repräsentativen dreigeschossigen Neubau im Stil der Neorenaissance, die heutige „Villa Oppenheim“, ersetzen und ergänzten den Sommersitz um ein Stall- und Remisengebäude, eine hölzerne Kegelbahn, einen Gartensaal und zwei Treibhäuser. Diese wurde bis zum Tod Otto Georg Oppenheims im Jahr 1909 als Alterssitz des Juristen sowie als Sommersitz der Nachkommenschaft genutzt. Das Haus war sehr geräumig und anscheinend von vornherein dafür vorgesehen, viele Familienmitglieder aufzunehmen. Im mittleren Teil des Hauses wohnte Otto Georg Oppenheim selbst, im linken Flügel sein älterer Sohn, der Bankier Hugo Oppenheim, mit seiner Familie, im rechten Flügel, der zwei Wohnungen umfasste, kamen weitere Familienmitglieder unter. Im Auftrag der Erben verkaufte Hugo Oppenheim Haus und Grundstück im Jahr 1911 an die Stadt Charlottenburg.
Otto Georg Oppenheim war sich der Verpflichtung seines Reichtums stets bewusst gewesen und damals berühmt für seinen Einsatz für die Armen: So hatte er Anweisung gegeben, jedem Bettler an der Tür des Sommersitzes eine Mark zu schenken, was zu unüberblickbaren Schlangen führte, bis die Polizei ihn bat, andere Wege zur Unterstützung der Armen zu finden. So förderte er das erste Krankenhaus in Charlottenburg an der Kirch-/Ecke Wallstraße, heute Gierkezeile/Ecke Zillestraße, und den Bau eines Heims für ältere, alleinstehende Damen, das Mariannenstift, welches seine Schwiegereltern 1870 gegründet hatten.
Otto Georg Oppenheim verstarb 1909 mit 92 Jahren, überlebte seine Frau Margarethe um neunzehn Jahre und wurde auf dem Jerusalems- und Neuen Kirchhof vor dem Halleschen Tor neben seiner Frau beerdigt. Das große Familiengrab wurde in den 1960er Jahren beim Bau der Blücherstraße zerstört.

### Familie
Otto Georg Oppenheim und Margarethe Oppenheim, geb. Mendelssohn, hatten sieben Kinder:
- Elisabeth (Else) Rosa Marianne Oppenheim (1844–1868) ⚭ 1867 Paul Mendelssohn Bartholdy der Ältere (1841–1880), Chemiker (in erster Ehe)
- Margarete Marie Oppenheim (1845–1847)
- Hugo Oppenheim (1847–1921), Bankier ⚭ seine Cousine Anna Rosa Oppenheim (1849–1931), Tochter des Bankiers Rudolph Oppenheim
- Rosa (Rose) Enole Henriette Oppenheim  (1849–1933) ⚭ Heinrich George August Paul Steffen (1834–1896), Offizier
- Franz Oppenheim (1852–1929), Chemiker und Industrieller, hauptsächlich für die Firma Agfa tätig ⚭ 1) 1881 Elisabeth Wollheim (1858–1904); ⚭ 2) 1907 Margarete Eisner, verwitwete Reichenheim (1857–1935)
- Enole Margarethe Alexandrine Oppenheim (1855–1939) ⚭ 1873 Paul Mendelssohn Bartholdy der Ältere (s. o., in zweiter Ehe)
- Clara (Cläre) Margarethe Oppenheim (1861–1944) ⚭ 1880 Adolf Gusserow (1836–1906), Gynäkologe

## Werke
- 1860 Thomas Erskine May: Das englische Parlament und sein Verfahren. Ein praktisches Handbuch. Aus der 1859 erschienenen 4. Ausgabe übersetzt und bearbeitet von Otto Georg Oppenheim; Leipzig: Hermann Mendelssohn 1860, 592 S. (2. Auflage 1880, 687 S.)
- 1867 Thomas Erskine May: Geschäfts-Ordnung des englischen Unterhauses bei Erledigung öffentlicher Angelegenheiten, übersetzt von Otto Georg Oppenheim; Leipzig: Hermann Mendelssohn 1867, 110 S.